# Pont transbordeur (chemin de fer)
Pour les articles homonymes, voir pont transbordeur.

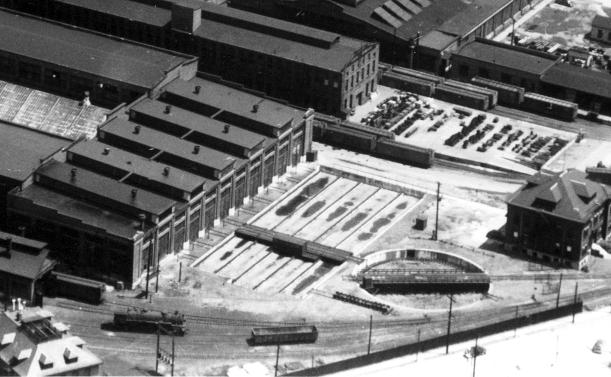
Pont transbordeur en fosse, desservant un bâtiment, aux États-Unis.

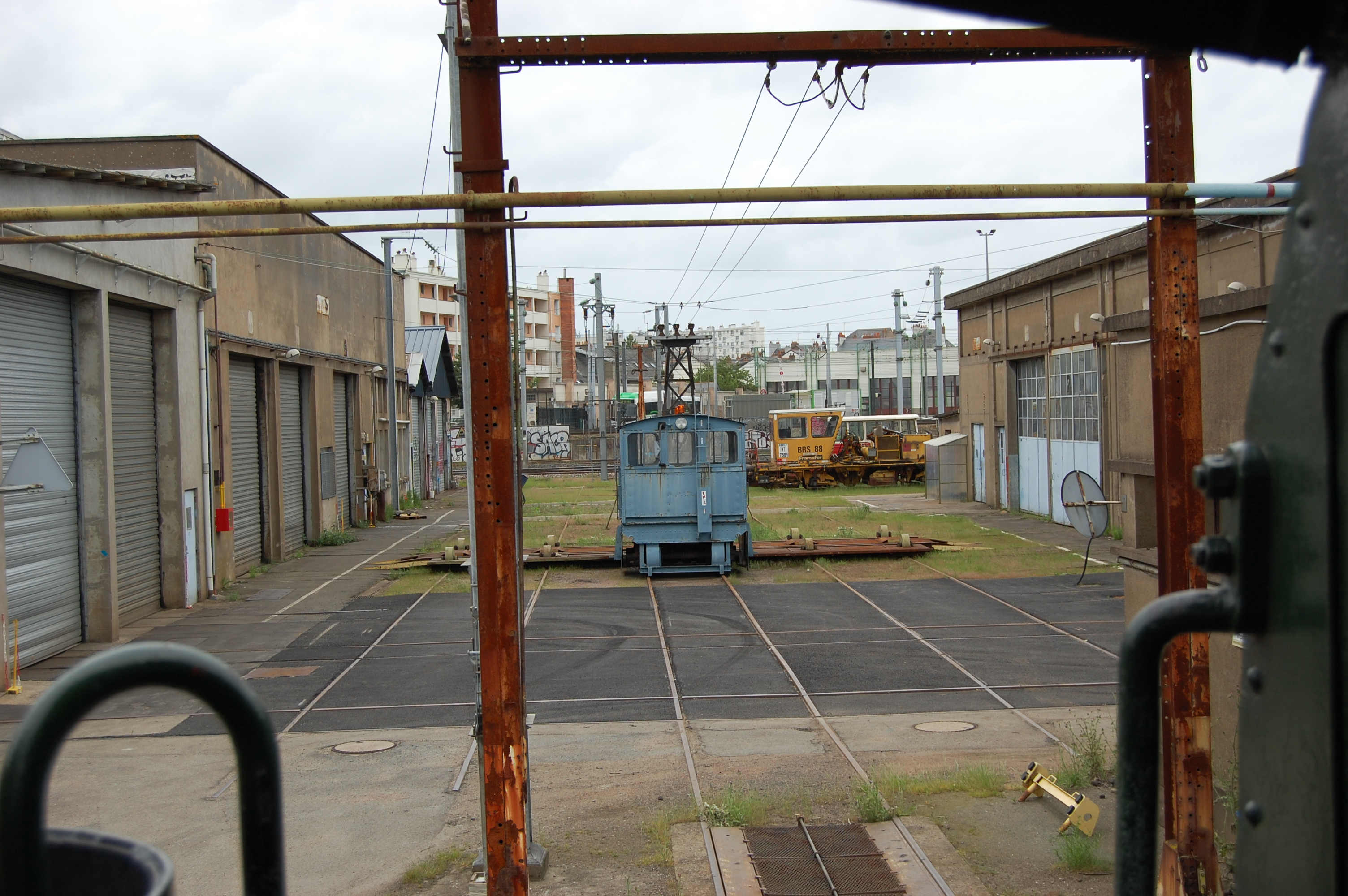
Pont transbordeur hors fosse, dépôt de la Moutonnerie à Nantes, France

Un pont transbordeur est un élément d’infrastructure ferroviaire permettant de desservir des voies parallèles. Il est souvent utilisé dans un dépôt ferroviaire pour gagner de la place dans la desserte de voies parallèles. Un pont transbordeur peut être en fosse afin que le pont soit au même niveau que les voies, ou hors fosse. Dans ce dernier cas, l'installation est plus légère, et l’élément à déplacer a une petite rampe à monter pour accéder au pont.
L’utilisation de ponts transbordeurs peut également être prévue dans des endroits où l'installation d’appareils de voie classiques est impossible. 

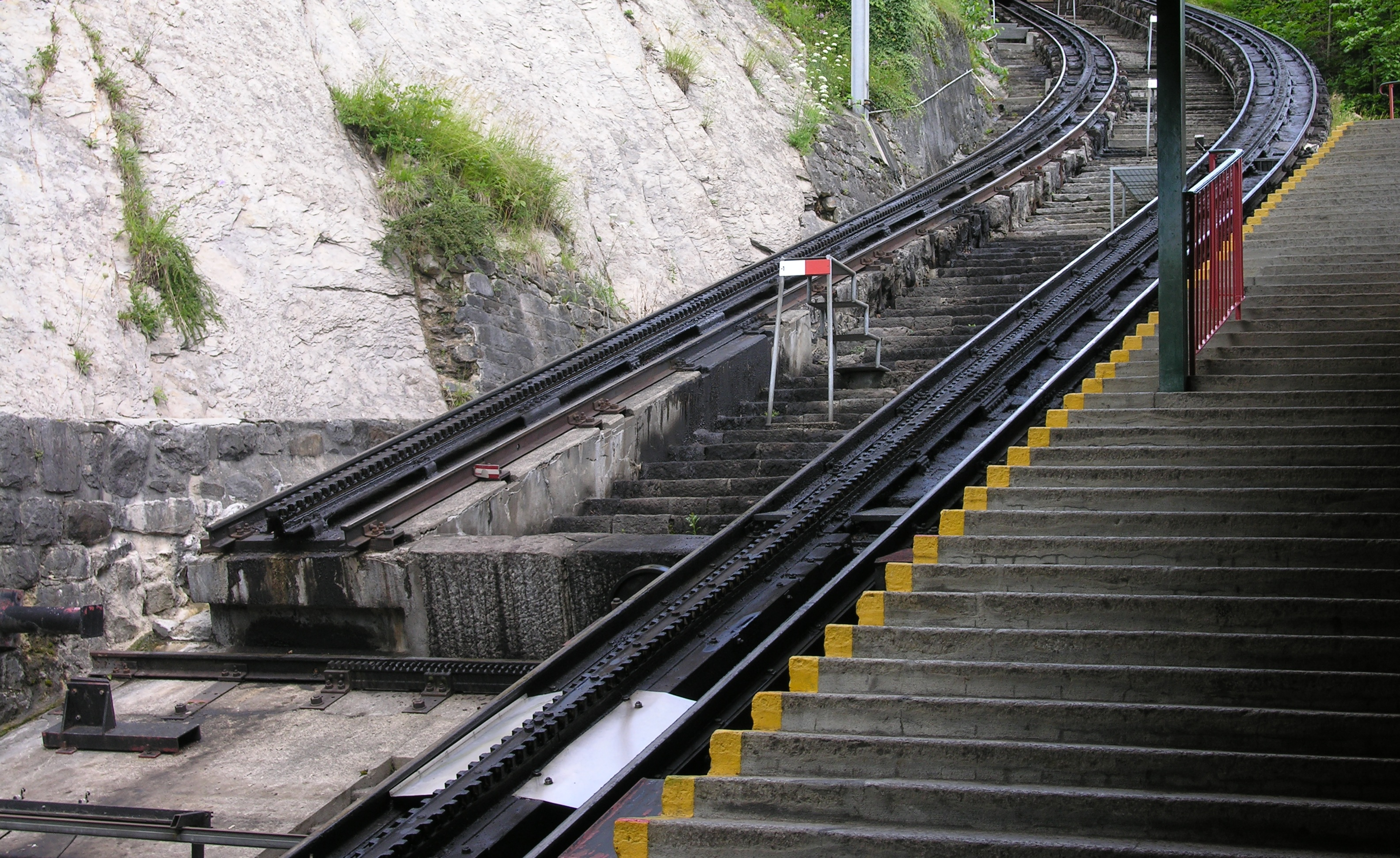
Exemple d’utilisation d’un pont à la place d’une aiguille sur le chemin de fer du Pilate, Suisse.